# Euploea magou
Euploea magou är en fjärilsart som beskrevs av Martin 1912. Euploea magou ingår i släktet Euploea och familjen praktfjärilar. IUCN kategoriserar arten globalt som sårbar. Inga underarter finns listade i Catalogue of Life.